# سيلفستر
سيلفستر جاي. بوسيكات، الأب، أو مبسطا سيلفستر ذا كات، أو سيلفستر، أو بودي تات (كما يناديه عدوه تويتي)، أو غرينو بوسي-غاتو (كما يناديه عدوه الآخر سبيدي غونزالس (بالإنجليزية: Sylvester)‏ هي شخصية خيالية حائزة على ثلاث جوائز أكاديمية في سلسلة لووني تونز وميري ميلوديز، غالبا ما ارتبط مع تويتي، سبيدي غونزالس، أو هيبتي هوبر. اسم «سيلفستر» هو تلاعب على اسم علمي لنوع من القطط البرية فيليس سيلفستريس (رغم أن سيلفستر قط أليف من نوع القطط فيليس كاتوس). الشخصية أطلت في فيلم فريز فريلينغ القصير لايف ويذ فيذرز (1945). أول فيلم ربط بين سيلفستر وبوركي بيغ في كيتي كورنرد إخراج بوب كلامبيت (1946)، كما كان أول فيلم ربط بين سيلفستر وتويتي في تويتي باي إخراج فريلينغ (1947). في العصر الذهبي للكارتون الأمريكي، ظهر سيلفستر في 96 عرضا.
سيلفستر صنف في المرتبة رقم 33 في لائحة تي في غايد لأعلى أفضل شخصية مرتبطا مع تويتي.

## الشخصية
العلامة الفارقة في شخصية سيلفستر هي اللثغة المصاحبة مع رذاذ لعاب. ذكر ميل بلانك ممثل الصوت في كتابه ذاتس نوت أوول فوكس!، أن صوت سيلفستر مبني على صوت دافي داك مع زيادة مبالغة في اللثغة، وبدون عملية تسريع التسجيل الذي كان يستخدم مع صوت دافي. يوجد رأي يقول أن لثغة دافي وسيلفستر كلتيهما مبنيتان على لثغة عند المنتج ليون شليسنجر، مع أن بلانك لم يثبت هذا الكلام، فقال أن صوت دافي مبني على صوته مرتديا منقارا طويلا، وأنه استعار هذا الصوت لمصلحة سيلفستر، كما بين أن صوت سيلفستر بدون اللثغة هو مقارب لصوته (أي بلانك) الحقيقي، وهذا ما أكده ابنه نويل بلانك. بالإضافة لذلك، فقد وافق بوب كلامبيت في مقابلته في فانيوورلد عام 1970 على رأي بلانك فيما يتعلق بشليسنجر.
عبارة سيلفستر للتعجب الشهيرة «سافرن ساكوتاش! Sufferin' succotash!» هي عبارة ألطف لعبارة «سافرن سايفيور Suffering Savior» (كان دافي يردد عبارة «سافرن ساكوتاش!» من فترة لأخرى).
قبل ظهور سيلفستر في الكارتون، مثل بلانك شخصية بنفس الاسم في ذا جودي كانوفا شو مستخدما الصوت الذي ارتبط لاحقا مع القط.
يظهر سيلفستر فخورا بنفسه فلا يستسلم، ورغم ذلك يوضع غالبا (مع استثناءات) في خانة الخاسر في تركيبة الفائز/الخاسر في كارتون لووني تونز، فشخصيته مشابهة لوايل إي. كايوتي عدا أنه يطارد الفئران أو الطيور (ظهر سيلفستر مع وايل إي. كايوتي ضد سبيدي غونزالس ورود رنر في ذا وايلد تشايس). يظهر سيلفستر بشخصية مختلفة عندما يرتبط مع بوركي بيغ عند استكشاف الأماكن المخيفة، حيث يظهر كقط لا يتكلم.
هذا التفاخر ظهر بشدة في العروض التي أخرجها روبرت مككمسون، حيث لا يتوقف عن محاولة الإمساك بصغير كنغر ظانا أنه فأر بحجم ضخم، هذه الثقة المفرطة تشعر ابنه بالعار من والده بسبب فشله في الإمساك بالفئران.
هناك شخصيات لسيلفستر منفردة في عدة عروض قليلة:
- كيتي كورنرد (بوب كلامبيت 1946): يتظافر سيلفستر مع ثلاث قطط (سيلفستر هنا بأنف أسود وعين صفراء) لطرد صاحب المنزل بوركي بيغ.
- باك آلي أوبرورر (فريز فريلينغ 1948): إعادة لعرض سابق نوتس تو يو (1941) حيث يضايق سيلفستر إلمر فاد في نومه مؤديا مقطوعات غنائية.
- ذا سكارليت بامبرنيكل (تشاك جونز 1950): يقلد سيلفستر شخصية باسيل راذبون في دور الشرير المعادي للبطل دافي داك الذي يقلد شخصية إيرول فلين.

أكمل سيلفستر الظهور في عروض السبعينات والثمانينات وأفلام لووني تونز التجميعية.
ظهر سيلفستر في المسلسل التلفزيوني تايني توون أدفنشرز في دور المعلم لشخصية فررباوول. كما ظهر في مسلسل ذا سيلفستر آند تويتي ميستريز وفيلم هو فريمد روجر رابيت. وظهر أيضا في القصص المصورة لديل كوميكس.

## التسمية
حتى منتصف الستينات، العديد من الكتب دعت القطط الأليفة بالمصطلح العلمي فيليس سيلفستريس كاتوس وأنها نوع متفرع من القطط البرية الأوروبية. لكن في منتصف الستينات ظهرت دراسات تصحح المفهوم الخاطئ، لذلك فالقطط الأليفة مصنفة كنوع مستقل بذاتها، تنحدر من فيليس ليبيكا والتي بدورها أعيد تصنيفها مؤخرا كأنواع بعيدا عن فيليس سيلفستريس.
الحقيقة التي تجعل الصورة معقدة كانت في التفريق القديم بين الأنواع والأنواع الفرعية المعتمد (أي التفريق) على إنتاج السلالة الولودة من التزاوج المتقاطع بين حيوانات النوعين. وإذا كان الأمر كذلك، فالحيوانات ستنتمي إلى أنواع متفرعة من نفس النوع. بينما لو لم يكن كذلك، سيعاد تصنيفها كأنواع مستقلة. إذا كان الفرق مبنيا على هذا الاختبار، فالقطط الأليفة والقطط البرية الأفريقية هما نوعان متفرعان من القطط البرية الأوروبية، وجميع الأنواع الثلاثة يمكن التهجين فيما بينها لإنتاج سلالة ولودة (التزاوج المتقاطع في القطط البرية يعد تهديدا خطيرا لنسل حيوانات القطط البرية (بما فيها فيليس سيلفستريس، فيليس ليبيكا وفيليس تشاوس).
الدراسات الجينية طيلة العقود الخمس الأخيرة دفعت علماء الحيوان لتجاهل التفريق القديم وتبني اختبارات جديدة معتمدة على التحاليل الجينية. وطبقا لطرق تلك الاختبارات فإن فيليس سيلفستريس، فيليس ليبيكا وفيليس كاتوس (مثل القطط البرية الأوروبية، القطط البرية الإفريقية والقطط الأليفة) جميعا تنتمي لأنواع مختلفة رغم الارتباط الوثيق بينها.
سيلفستر ذا كات ابتكر عام 1945، وبناء على المعرفة الرائجة في ذلك الوقت، ذلك علل لمبتكريه تسميته بناء على الاسم العلمي للقطط الأليفة فيليس سيلفستريس. وبمرور السنوات رسخ لدى العامة هذا الارتباط الذي أنشأه استوديو الإنتاج رغم التغير في علم التصنيف.
المصادفة جاءت في تسمية سيلفستر في العروض المتأخرة، فقد كان ينادى باسم «توماس» في الفيلم القصير تويتي باي الذي جمع بينه وبين تويتي لأول مرة. هذه التسمية لها علاقة بتسمية توم من توم آند جيري بنفس الاسم عندما كانت سيدته تناديه باسم توماس. المصادفة الأخرى هي في امتلاك وارنر براذرز حاليا لحقوق توم آند جيري عبر شركتها الشقيقة ترنر إنترتاينمنت.

## وصلات خارجية
- سيلفستر على موقع ميوزك برينز (الإنجليزية)
- سيلفستر على موقع ديسكوغز (الإنجليزية)

- تاريخ سيلفستر من موقع وارنر براذرز الرسمي (يتطلب مشغل فلاش).